# Championnats du monde de badminton 2025
Navigation
Copenhague 2023 New Delhi 2026
Les championnats du monde de badminton 2025, 29e édition de cette compétition, ont lieu du 25 au 31 août 2025 à l'Arena Porte de la Chapelle, à Paris en France.

## Sélection de la ville hôte
Paris a reçu l’événement en novembre 2018 lors de l’annonce de 18 événements majeurs de badminton de 2019 à 2025,.
Le tournoi se déroulera dans la nouvelle Arena de Porte de la Chapelle, celle qui a accueilli un an auparavant les épreuves des Jeux olympiques de Paris 2024.

## Programme
| Date →        | 25 août      | 26 août       | 27 août       | 28 août        | 29 août          | 30 août      | 31 août |
| Épreuve ↓     | 25 août      | 26 août       | 27 août       | 28 août        | 29 août          | 30 août      | 31 août |
| ------------- | ------------ | ------------- | ------------- | -------------- | ---------------- | ------------ | ------- |
| Simple hommes | Premier tour | Premier tour  | Deuxième tour | Troisième tour | Quarts de finale | Demi-finales | Finales |
| Simple dames  | Premier tour | Premier tour  | Deuxième tour | Troisième tour | Quarts de finale | Demi-finales | Finales |
| Double hommes | Premier tour | Deuxième tour | Deuxième tour | Troisième tour | Quarts de finale | Demi-finales | Finales |
| Double dames  | Premier tour | Deuxième tour | Deuxième tour | Troisième tour | Quarts de finale | Demi-finales | Finales |
| Double mixte  | -            | Premier tour  | Deuxième tour | Troisième tour | Quarts de finale | Demi-finales | Finales |

## Nations participantes
382 joueurs de 53 pays participent à ces championnats. 
| Nation          | Nation              | Simple hommes | Simple dames | Double hommes | Double dames | Double mixte | Total | Nombre de joueurs |
| --------------- | ------------------- | ------------- | ------------ | ------------- | ------------ | ------------ | ----- | ----------------- |
| Afrique         | Algérie             |               |              | 1             |              | 1            | 2     | 3                 |
| Afrique         | Maurice             | 1             |              |               |              |              | 1     | 1                 |
| Afrique         | Ouganda             |               | 1            |               | 1            |              | 2     | 2                 |
| Amérique        | Brésil              | 2             | 1            | 2             | 1            | 1            | 7     | 9                 |
| Amérique        | Canada              | 2             | 2            | 2             |              | 2            | 8     | 10                |
| Amérique        | Salvador            | 1             |              |               |              |              | 1     | 1                 |
| Amérique        | États-Unis          |               | 2            | 1             | 1            | 2            | 6     | 9                 |
| Amérique        | Guatemala           |               |              | 1             |              | 1            | 2     | 3                 |
| Amérique        | Pérou               | 1             | 1            |               |              |              | 2     | 2                 |
| Asie            | Birmanie            |               | 1            |               |              |              | 1     | 1                 |
| Asie            | Chine               | 4             | 4            | 2             | 3            | 4            | 17    | 26                |
| Asie            | Corée du Sud        | 2             | 3            | 2             | 2            | 1            | 10    | 15                |
| Asie            | Émirats arabes unis |               |              |               | 1            |              | 1     | 2                 |
| Asie            | Hong Kong           | 2             | 2            | 2             | 2            | 1            | 9     | 14                |
| Asie            | Inde                | 2             | 1            | 2             | 2            | 2            | 9     | 15                |
| Asie            | Indonésie           | 3             | 2            | 3             | 2            | 2            | 12    | 19                |
| Asie            | Japon               | 4             | 3            | 2             | 4            | 2            | 15    | 23                |
| Asie            | Macao               | 1             |              |               |              | 1            | 2     | 3                 |
| Asie            | Malaisie            | 2             | 2            | 4             | 2            | 3            | 13    | 22                |
| Asie            | Philippines         |               |              | 1             | 1            |              | 2     | 4                 |
| Asie            | Singapour           | 2             | 2            | 1             |              | 1            | 6     | 8                 |
| Asie            | Sri Lanka           | 2             | 1            |               | 2            |              | 5     | 7                 |
| Asie            | Taipei chinois      | 4             | 4            | 3             | 4            | 4            | 19    | 26                |
| Asie            | Thaïlande           | 2             | 4            | 2             | 1            | 3            | 12    | 15                |
| Asie            | Vietnam             | 2             | 2            | 1             |              |              | 5     | 6                 |
| Europe          | Allemagne           | 2             | 2            | 1             | 1            | 1            | 7     | 9                 |
| Europe          | Angleterre          | 2             |              | 2             | 2            | 2            | 8     | 12                |
| Europe          | Autriche            | 1             |              |               | 1            |              | 2     | 3                 |
| Europe          | Azerbaïdjan         | 2             | 1            | 1             |              | 1            | 5     | 6                 |
| Europe          | Belgique            | 1             | 1            |               |              |              | 2     | 2                 |
| Europe          | Bulgarie            |               | 2            | 1             | 2            |              | 5     | 7                 |
| Europe          | Croatie             | 1             |              |               |              |              | 1     | 1                 |
| Europe          | Danemark            | 2             | 3            | 2             |              | 2            | 9     | 13                |
| Europe          | Écosse              |               | 1            | 2             | 1            | 2            | 6     | 8                 |
| Europe          | Espagne             | 1             | 1            | 2             | 2            | 1            | 7     | 10                |
| Europe          | Estonie             |               | 1            |               |              |              | 1     | 1                 |
| Europe          | Finlande            | 2             |              |               |              |              | 2     | 2                 |
| Europe          | France H            | 3             | 1            | 2             | 2            | 2            | 10    | 14                |
| Europe          | Hongrie             |               | 2            |               |              |              | 2     | 2                 |
| Europe          | Irlande             | 1             | 1            |               | 1            | 1            | 4     | 5                 |
| Europe          | Israël              | 1             |              |               |              | 1            | 2     | 2                 |
| Europe          | Italie              | 1             | 1            |               |              |              | 2     | 2                 |
| Europe          | Pays-Bas            |               |              |               | 0,5          |              | 0,5   | 1                 |
| Europe          | Pologne             |               |              |               | 1            |              | 1     | 2                 |
| Europe          | Serbie              |               |              |               |              | 1            | 1     | 2                 |
| Europe          | Slovénie            |               |              |               |              | 1            | 1     | 2                 |
| Europe          | Suède               | 1             |              |               |              |              | 1     | 1                 |
| Europe          | Suisse              | 1             | 1            | 1             | 2            |              | 5     | 8                 |
| Europe          | Tchéquie            | 1             | 2            | 1             |              |              | 4     | 5                 |
| Europe          | Turquie             |               | 2            |               | 1            |              | 3     | 4                 |
| Europe          | Ukraine             |               | 2            |               | 1,5          | 1            | 5,5   | 4                 |
| Océanie         | Australie           | 1             | 2            | 1             | 1            |              | 5     | 6                 |
| Océanie         | Nouvelle-Zélande    | 1             |              |               |              | 1            | 2     | 2                 |
| Total (53 pays) | Total (53 pays)     | 64            | 64           | 48            | 48           | 48           | -     | 382               |

## Médaillés
| Épreuve                           | Or | Argent | Bronze |
| --------------------------------- | -- | ------ | ------ |
| Simple hommes résultats détaillés |    |        |        |
|                                   |    |        |        |
| Simple dames résultats détaillés  |    |        |        |
|                                   |    |        |        |
| Double hommes résultats détaillés |    |        |        |
|                                   |    |        |        |
| Double dames résultats détaillés  |    |        |        |
|                                   |    |        |        |
| Double mixte résultats détaillés  |    |        |        |
|                                   |    |        |        |

## Tableau des médailles
- Pays organisateur

| Rang  | Nation | Or | Argent | Bronze | Total |
| ----- | ------ | -- | ------ | ------ | ----- |
| Total | Total  | -  | -      | -      | -     |